# Stanisław Woźniak (1904–1942)
Stanisław Woźniak ps. „Inkasent”, „Marian” (ur. 2 października 1904 w Dębogórze, zm. 5 października 1942 w Kórniku) – oficer AK, komendant placówki ZWZ-AK „Smoła” w Kórniku, gazomistrz.

## Życiorys
Od 1909 roku wraz z rodzicami, Wojciechem i Marianną, mieszkał w Głównej. Tam też ukończył w 1918 roku szkołę powszechną. W 1919 roku rozpoczął naukę  w szkole wydziałowej i podjął pracę w Gazowni Miejskiej w Poznaniu, terminując w zawodzie gazomistrza. Prywatne stypendium inż. Włodzimierza Dziurżyńskiego otrzymane w 1922 roku pozwoliło Woźniakowi na rozpoczęcie nauki w Państwowej Szkole Budowy Maszyn w Poznaniu. W 1925 r., jako ekstern, zdał egzamin dojrzałości, a w następnym roku objął stanowisko kierownika Gazowni Miejskiej w Kórniku.
W latach 1927–29 odbył kursy specjalne dla instruktorów obrony przeciwlotniczej w sztabie Dowództwa Okręgu Korpusu nr VII. Wkrótce został instruktorem w Okręgowym Urzędzie Wychowania Fizycznego i Przysposobienia Wojskowego oraz w Związku Strzeleckim. Od 1930 roku był członkiem Zarządu Okręgowego Ligi Obrony Powietrznej i Przeciwgazowej. Z ramienia DOK był odpowiedzialny za rozpoznanie działań dywersyjnych mniejszości niemieckiej w powiecie śremskim. W 1938 roku został przydzielony do Tajnej Organizacji Konspiracyjnej w stopniu sierżanta podchorążego. Na polecenie władz wojskowych nawiązał kontakty z koordynatorem tajnych działań ZS Ludwikiem Muzyczką. W marcu 1939 roku Woźniak odbył przeszkolenie dla instruktorów dywersji pozafrontowej, a następnie został powołany na funkcję dowódcy Odcinka Dywersji "Kórnik".
Zgodnie z instrukcjami otrzymanymi ostatniego dnia sierpnia 1939 roku, gazownia, w której przetrzymywano wyposażenie bojowe, miała być trwale unieruchomiona w chwili wycofania patroli Wielkopolskiej Brygady Kawalerii. Plan przewidywał też wysadzenie małych mostów drogowych w pobliżu Kórnika.

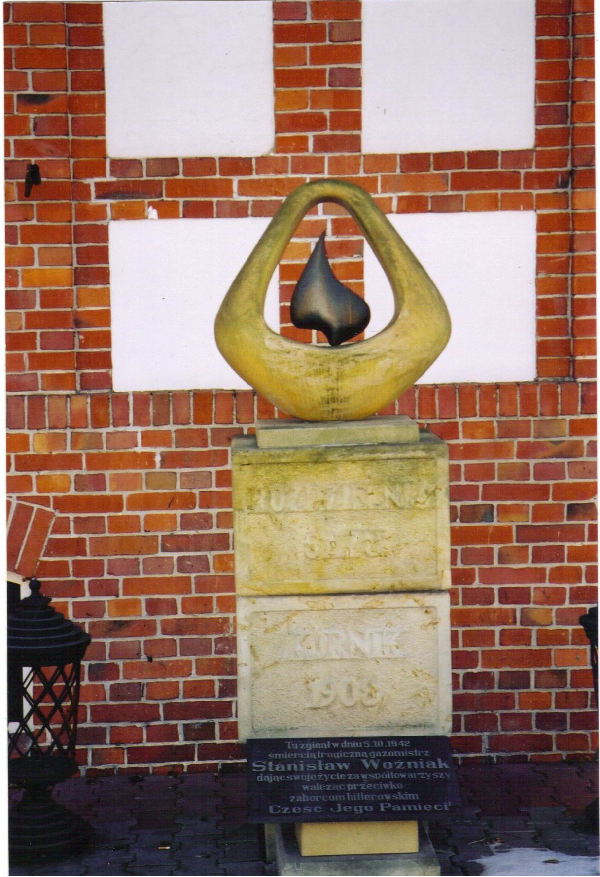
Pomnik przy dawnej gazowni w Kórniku. Tablica upamiętnia tragiczną śmierć Stanisława Woźniaka

Po unieruchomieniu gazowni, do 5 września Woźniak nie zdołał nawiązać kontaktu z oficerami łącznikowymi i przez kilka dni wspierał kórnicką Straż Obywatelską. Po zajęciu miasta przez Wehrmacht został aresztowany pod zarzutem sabotażu i przewieziony do Domu Żołnierza w Poznaniu. Następnie więziony był w Forcie VII, skąd za poręczeniem inż. Dziurżyńskiego został zwolniony pod dozorem policyjnym. Nie bez znaczenia był fakt, że do ponownego uruchomienia gazowni potrzebowano specjalisty.
Wkrótce z Woźniakiem próbowali nawiązać kontakty organizacyjne emisariusze Poznańskiej Organizacji Zbrojnej  oraz Wielkopolskiej Organizacji Wojskowej. Woźniak przyjął propozycję zorganizowania placówki NOB, obejmującej zasięgiem Kórnik i Bnin. Została ona założona na podstawie umowy z Józefem Szczepaniakiem, ps. „Wilk”, komendantem placówki NOB o nazwie „Topola”.
Kórnickie ogniwo w początkowej fazie działania kolportowało pisma „Polska Narodowa” i „Dla Ciebie Polsko”, organizowała pomoc społeczną oraz prowadziła działalność wywiadowczą. Woźniak zorganizował w ramach placówki 25 sekcji, zrzeszających w 1940 roku 125 członków.
Latem 1941 roku placówka została przekształcona w jednostkę ZWZ. Narastająca fala aresztowań w Poznaniu sprawiła, że konieczne stało się zweryfikowanie zasad organizacyjnych konspiracji. W placówce kórnickiej opracowano wówczas plan „Ter”. W przypadku dekonspiracji aresztowani mieli zrzucić winę na jedną osobę. Tę rolę przyjął na siebie Woźniak. Plan został zaprzysiężony 11 listopada 1941 roku. Z tym dniem placówka miejska ZWZ w Kórniku przyjęła kryptonim „Smoła”.
Wiosną 1942 roku podjęto działania scalające z AK wszystkie ogniwa konspiracji w rejonie Kórnika. W maju Woźniak został powołany na szefa Referatu Wojskowego w Inspektoracie Regionalnym AK Środa i awansowany do stopnia podporucznika. Kiedy we wrześniu doszło do pierwszych aresztowań w okolicach Kórnika i stało się jasne, że Gestapo rozbije placówkę „Topola”, komendant „Smoły” otrzymał propozycję natychmiastowego wyjazdu z Kraju Warty. Z tej możliwości nie skorzystał. Gdy 5 października do gazowni przybyło Gestapo, Woźniak pozbawił się życia, rzucając się do zbiornika smoły pogazowej. Zgodnie z planem „Ter”, aresztowani mogli zrzucić na niego winę, próbując ratować swoje życie. Jak się okazało, dobrowolna śmierć Woźniaka doprowadziła do uratowania wielu osób zaangażowanych w działalność AK na terenie Kórnika.
Stanisław Woźniak pozostawił żonę Józefę oraz osierocił trójkę dzieci. Został pochowany 8 października 1942 r. na cmentarzu parafialnym w Kórniku. Pośmiertnie odznaczono go: Krzyżem Virtuti Militari V klasy, Medalem Wojska czterokrotnie oraz Krzyżem Armii Krajowej. 